# Procambarus pubischelae
Procambarus pubischelae är en kräftdjursart som beskrevs av Hobbs 1942. Procambarus pubischelae ingår i släktet Procambarus och familjen Cambaridae. IUCN kategoriserar arten globalt som otillräckligt studerad.

## Underarter
Arten delas in i följande underarter:
- P. p. pubischelae
- P. p. deficiens